# 赤松時則
赤松 時則（あかまつ ときのり）は、室町時代前期の武将。
赤松則祐の子で義則の次弟。明徳4年（1393年）6月に領地を寄進したとされているが、子孫の記録が無く彼自身の事跡も不明なため、早世して子孫も庶家として発展しなかったようである。